# Luigi Maria Olivares
Luigi Maria Olivares (Corbetta, 18 ottobre 1873 – Pordenone, 19 maggio 1943) è stato un vescovo cattolico italiano delle sedi di Sutri e Nepi.
È stato dichiarato venerabile da papa Giovanni Paolo II il 20 dicembre 2004.

## Biografia

### I primi anni ed il ministero sacerdotale
Nato a Corbetta, nel milanese, il 18 ottobre 1873, Luigi Angelo Domenico Maria Olivares era figlio quintogenito del corbettese Alberto Olivares e di sua moglie, Giuditta Reina, originaria di Saronno. Venne battezzato il giorno stesso della nascita nella chiesa prepositurale di San Vittore Martire di Corbetta. Iniziò la propria ricerca della vocazione a otto anni dapprima al fianco del prevosto locale, don Giacomo Zaccheo, che nel 1883 gli consentì di vestire l'abito clericale, e poi proseguendo i propri studi sia nel seminario minore di Seveso, che a quello di Monza (dove fu compagni di studi di Giuseppe Nogara, futuro arcivescovo di Udine) che nel seminario arcivescovile di Saronno. A quindici anni fu prescelto dal proprio collegio per essere inviato a Roma per assistere alle celebrazioni in occasione del 50º anniversario di sacerdozio di papa Leone XIII, il quale gli fece dono di una medaglia commemorativa in argento.
Nel 1893, ottenne gli ordini minori. Diventato sacerdote dell'arcidiocesi di Milano all'età di 22 anni il 4 aprile 1896, fu per otto anni vicerettore del seminario di Saronno, maturando nel contempo la vocazione di entrare nei salesiani. Dopo travagliate ed alterne vicende, ottenne infine dal cardinale Andrea Carlo Ferrari, arcivescovo di Milano, il permesso di accondiscendere al suo desiderio e, dopo un periodo di noviziato a Foglizzo Canavese, emise la solenne professione dell'ordine nel 1905 alla Basilica di Santa Maria Ausiliatrice a Torino nelle mani di don Michele Rua, laureandosi nel frattempo in teologia. Come sacerdote salesiano, nel 1910, venne inviato da papa Pio X in qualità di primo parroco alla chiesa di Santa Maria Liberatrice al Testaccio, quartiere della città di Roma. Particolarmente assiduo fu il suo ministero di confessore, occupandosi altrettanto attivamente dell'oratorio locale e risollevando gli animi del quartiere, profondamente intriso di anticlericalismo e minato dagli scontri coi movimenti operai ispirati al socialismo.
Nel frattempo anche due dei suoi fratelli divennero religiosi: sua sorella Maria divenne una religiosa canossiana a Milano e suo fratello Gioacchino divenne missionario in Cina.

### L'episcopato
Nel 1916 papa Benedetto XV lo nominò vescovo di Sutri e Nepi (nel 1986 confluite nella diocesi di Civita Castellana) ed il 29 ottobre di quello stesso anno venne consacrato nella chiesa di Santa Maria Ausiliatrice di Roma per mano del cardinale Giovanni Cagliero, primo porporato salesiano, assistito da Pasquale Morganti, arcivescovo di Ravenna e vescovo di Cervia, già padre spirituale dell'Olivares, e dal salesiano   Giovanni Battista Marenco, vescovo di Massa Carrara.
Nel 1928 ottenne l'incarico di amministratore apostolico della vicina diocesi di Civita Castellana, durante un periodo di vacanza della sede durato circa due anni. Nel 1937 fu tra i primi promotori della causa della serva di Dio suor Maria Francesca della Croce (Amalia Streitel), fondatrice dell'ordine delle Suore della Santissima Madre Addolorata. e di quella del giovane Galileo Nicolini. In questi anni fu inoltre vicino alla figura di Ettore Castelli, cognato di sua sorella, il quale venne nominato vescovo nel 1935 e col quale condivise l'orientamento favorevole nei confronti di un insegnamento ai giovani che riprendesse il modello tracciato da don Bosco e dai salesiani. Da vescovo, l'Olivares continuò ad interessarsi all'educazione religiosa dei giovani della sua diocesi, non mancando di promuovere l'Azione Cattolica e intraprendendo personalmente azioni caritatevoli a favore dei poveri e dei lavoratori, non mancando però di reagire duramente contro il regime fascista come nel caso dell'incendio doloso del circolo cattolico di Nepi del 1926.

### Gli ultimi anni e la proclamazione al titolo di Venerabile
Luigi Maria Olivares morì a Pordenone il 19 maggio 1943, dopo essersi sentito male il 6 maggio durante una giornata di predicazione in un corso di esercizi spirituali a causa di una peritonite; venne operato d'urgenza ma, a dispetto degli iniziali miglioramenti, l'appendicite sfociò poi in setticemia diffusa. La salma, nel bel mezzo della guerra in corso in Italia, venne trasportata dal Friuli Venezia Giulia a Nepi, venendo riposta provvisoriamente in una cappella gentilizia del cimitero locale da dove, nel 1955, venne traslata in una tomba all'interno della cattedrale di Nepi.
Nel 1963, su interessamento della congregazione salesiana, si aprì ufficialmente il processo per la causa di beatificazione di mons. Olivares presso il vicariato di Roma. Nel 1970 gli venne riconosciuto il titolo di Servo di Dio. Il 20 dicembre 2004 è stato proclamato venerabile da papa Giovanni Paolo II.
Dopo la morte del venerato vescovo, in segno di devozione, il nipote di Luigi Maria Olivares, mons. Alberto Castelli (anch'egli ecclesiastico e collaboratore del cardinale Adeodato Giovanni Piazza), donò la stola che lo zio vescovo gli aveva lasciato in occasione del suo venticinquesimo anno di episcopato, al Santuario di Corbetta. Tale stola è oggi conservata nel museo annesso assieme ad un abito completo appartenuto al medesimo venerabile.

## Genealogia episcopale
La genealogia episcopale è:
- Cardinale Scipione Rebiba
- Cardinale Giulio Antonio Santorio
- Cardinale Girolamo Bernerio
- Arcivescovo Galeazzo Sanvitale
- Cardinale Ludovico Ludovisi
- Cardinale Luigi Caetani
- Cardinale Ulderico Carpegna
- Cardinale Paluzzo Paluzzi Altieri degli Albertoni
- Papa Benedetto XIII
- Papa Benedetto XIV
- Cardinale Enrico Enriquez
- Arcivescovo Manuel Quintano Bonifaz
- Cardinale Buenaventura Córdoba Espinosa de la Cerda
- Cardinale Giuseppe Maria Doria Pamphilj
- Papa Pio VIII
- Papa Pio IX
- Cardinale Gustav Adolf von Hohenlohe-Schillingsfürst
- Arcivescovo Salvatore Magnasco
- Cardinale Gaetano Alimonda
- Cardinale Giovanni Cagliero
- Vescovo Luigi Maria Olivares

La successione apostolica è:
- Vescovo Federico Emanuel, S.D.B. (1929)
- Arcivescovo Carlo Salotti (1930)
- Vescovo Santino Margaria (1930)
- Vescovo Giuseppe Cognata, S.D.B. (1933)
- Vescovo Ettore Castelli (1935)

## Araldica
| Stemma | Descrizione                                  | Blasonatura |
|        | Luigi Maria Olivares Vescovo di Sutri e Nepi | Partito: al 1° d'azzurro su colle con pini al naturale avente al centro un'ancora affiancata dal mezzo busto di San Francesco di Sales al naturale illuminato dalla grazia divina, da una stella cometa d'argento e da un sacro cuore fiammeggiante di rosso (insegne salesiane), al 2° d'argento alla torre ammattonata di rosso con un albero d'olivo al naturale emergente dalla stessa (Olivares). Lo scudo, accollato a una croce astile d'oro, posta in palo, è timbrato da un cappello con cordoni e nappe di verde. Le nappe, in numero di dodici, sono disposte sei per parte, in tre ordini di 1, 2, 3. Sotto lo scudo, nella lista svolazzante d'oro, il motto in lettere maiuscole di nero: FORTITER ET SUAVITER. |